# CIPHERUNICORN-E
CIPHERUNICORN-E — в криптографии симметричный блочный криптоалгоритм, разработанный фирмой NEC в 1998 году. В алгоритме используется 64-битный блок и ключ длиной 128 бит. Был рекомендован комитетом CRYPTREC в 2003 году для использования бюджетными учреждениями Японии, однако в 2013 году был перемещён в список "кандидатов" в рекомендованные шифры.

## Структура шифра
Алгоритм основан на изменённой сети Фейстеля с 16 раундами, с дополнительной, зависимой от ключа, функцией смешивания после каждых 2 раундов. Размер блока составляет 64 бита, а размер ключа 128 битов. Функция раунда довольно сложна, разбита на два практически параллельных вычисления. Первая часть («основной поток» согласно спецификации) состоит из операций исключающего или и выборки из S-блока, с несколькими вариантами, в зависимости от второй части. Эта вторая функция (именуемая временной генерацией ключа) использует больше операций исключающего или и две операции, которые эквивалентны модульному умножению. Дополнительные подключи добавляются на различных стадиях каждой из частей функции раунда. Всего имеется четыре таблицы подстановки, каждая с 8-битовым входом и выходом.
Ключевое расписание шифра CIPHERUNICORN-E использует вложенную cеть Фейстеля, основанную на некоторых из тех же самых стандартных блоков, что и сам шифр.

## Безопасность
Сложность раундовой функции CIPHERUNICORN-E усложняет её анализ. Некоторый ограниченный анализ был произведён на упрощённых вариантах, показывая, что они вероятно устойчивы и к дифференциальному, и к линейному криптоанализу.